# Râul Talomir
Râul Talomir este un curs de apă, afluent al râului Olt. 

## Hărți
- Harta județului Covasna